# Raven Software
Raven Software Corporation je americké vývojářské studio se sídlem ve Wisconsinu, jež bylo založeno v roce 1990. V roce 1997 studio uzavřelo exkluzivní vydavatelskou smlouvu se společností Activision, která jej následně i koupila. Po akvizici odešlo mnoho původních vývojářů, jež byli z velké části zodpovědní za vytvoření her Heretic a Hexen: Beyond Heretic a kteří společně založili Human Head Studios.

## Historie

### id Software
Studio Raven Software založili v roce 1990 bratři Brian a Steve Raffelovi. Původně tříčlenné studio objevil John Romero, spoluzakladatel společnosti id Software, který s Ravenem spolupracoval na tvorbě her využívajících jejich herní engine. První takovou hrou se stal ShadowCaster. Raven pak začal společně s id Software vyvíjet další hry a dokonce se nakrátko dobu přestěhoval do stejné ulice. V mnoha svých hrách, například Heretic, Hexen: Beyond Heretic a Hexen II, využili enginů od id Softwaru.
V letech 2005 a 2009 vyvinulo studio Raven dvě hry z portfolia id Softwaru, jedná se Quake 4 a Wolfenstein.

### Activision
Studio bylo nezávislé až do roku 1997, kdy jej za 12 milionů dolarů koupila společnost Activision. Stále spolupracovalo se studiem id Software, zároveň však vyvíjelo i další tituly, jako například Soldier of Fortune (2000), Star Wars Jedi Knight: Jedi Academy (2003), X-Men Legends (2004) a mnoho dalších.
V srpnu 2009 po špatných výsledcích a možném překročení rozpočtu hry Wolfenstein studio propustilo 30–⁠35 zaměstnanců, čímž rozpustilo dva vývojářské týmy. V říjnu 2010 zůstal ve studiu nakonec pouze jeden vývojářský tým, kdy studio po odkladech hry Singularity propustilo dalších až 40 zaměstnanců. Po těchto propuštěních a po odkoupení id Softwaru společností ZeniMax Media se Raven stal jedním z vývojářů série Call of Duty.
V prosinci 2021 společnost Activision propustila několik členů oddělení zajištění kvality studia Raven Software. Jeden z vedoucích spolupracovníků uvedl, že „cenní členové“ studia byli propuštěni, ačkoli jim „bylo po celé měsíce slibováno, že Activision pracuje na restrukturalizaci platů, jež by zvýšila jejich mzdy“. V důsledku toho a dalších kontroverzí, které se týkají společnosti Activision Blizzard, začala stávka zaměstnanců. Dne 21. ledna 2022 se tým z oddělení zajištění kvality studia spolu s Communications Workers of America rozhodly zformovat odbory s názvem Game Workers Alliance.
V květnu 2022 skupina testerů zajišťujících kvalitu ze studia Raven Software úspěšně zorganizovala odbory Game Workers Alliance. Pro jejich zorganizování hlasovalo 19 pracovníků studia, proti jich byli 3. V červnu téhož roku generální ředitel společnosti Activision Blizzard Bobby Kotick prohlásil, že společnost odbory uzná a zahájí s nimi jednání.

## Vyvinuté tituly
V roce 2012 začalo studio Raven najímat zaměstnance pro vývoj nové hry a v květnu 2013 oznámilo, že spolupracuje se studiem Infinity Ward na hře Call of Duty: Ghosts.
Dne 3. dubna 2013 po uzavření společnosti LucasArts uvolnilo Raven Software zdrojové kódy her Star Wars Jedi Knight II: Jedi Outcast a Star Wars Jedi Knight: Jedi Academy na stránkách SourceForge pod licencí GPL-2.0.
V dubnu 2014 se studio stalo hlavním vývojářem dnes již zrušeného čínského free-to-play titulu Call of Duty: Online. Studio také přepracovalo hru Call of Duty 4: Modern Warfare pod názvem Call of Duty: Modern Warfare Remastered.
V roce 2020 Raven Software spolupracovalo se studiem Infinity Ward na hře Call of Duty: Warzone. Má na starosti údržbu, aktualizaci a opravu hry, protože pravidelně poskytuje informace o stavu a poznámky k opravám na Twitteru a svých oficiálních webových stránkách (i když není jasné, zda je jediným studiem zodpovědným za jejím vývojem).
Raven společně se studiem Treyarch vyvinul hru Call of Duty: Black Ops Cold War, jež vyšla 13. listopadu 2020.

### Seznam
| Rok  | Název                                   | Platformy | Vydavatel                           | Poznámky                                                                                                | Zdroje               |
| ---- | --------------------------------------- | --- | ----------------------------------- | --- | -------------------- |
| 1992 | Black Crypt                             | Amiga | Electronic Arts                     | | [ 27 ]               |
| 1993 | ShadowCaster                            | MS-DOS, NEC PC-9801 | Origin Systems                      | | [ 28 ] [ 29 ]        |
| 1994 | CyClones                                | MS-DOS | Strategic Simulations               | | [ 30 ]               |
| 1994 | Heretic                                 | MS-DOS, Classic Mac OS | id Software                         | | [ 31 ] [ 32 ]        |
| 1995 | Hexen: Beyond Heretic                   | MS-DOS, Microsoft Windows, Classic Mac OS, PlayStation, Sega Saturn, Nintendo 64                                                      | id Software GT Interactive Software | V roce 1996 vyšlo rozšíření Deathkings of the Dark Citadel                                              | [ 33 ] [ 34 ] [ 35 ] |
| 1996 | Necrodome                               | Microsoft Windows | Mindscape                           | | [ 36 ]               |
| 1997 | Hexen II                                | Microsoft Windows, Classic Mac OS | id Software Activision              | V roce 1998 vyšlo rozšíření Hexen II Mission Pack: Portal of Praevus                                    | [ 37 ] [ 38 ] [ 39 ] |
| 1997 | Take No Prisoners                       | Microsoft Windows | Red Orb Entertainment               | | [ 40 ]               |
| 1997 | MageSlayer                              | Microsoft Windows | GT Interactive                      | | [ 41 ]               |
| 1998 | Heretic II                              | Microsoft Windows, Linux, Amiga, Classic Mac OS                                                                                       | Activision                          | | [ 42 ] [ 43 ]        |
| 2000 | Soldier of Fortune                      | Microsoft Windows, Dreamcast, PlayStation 2, Linux                                                                                    | Activision                          | | [ 44 ] [ 45 ]        |
| 2000 | Star Trek: Voyager – Elite Force        | Microsoft Windows, Classic Mac OS, PlayStation 2                                                                                      | Activision                          | | [ 46 ]               |
| 2002 | Star Wars Jedi Knight II: Jedi Outcast  | Microsoft Windows, macOS, GameCube, Xbox, Nintendo Switch, PlayStation 4                                                              | LucasArts                           | V roce 2001 vyšlo rozšíření Star Trek: Voyager – Elite Force: Virtual Voyager                           | [ 47 ] [ 48 ]        |
| 2002 | Soldier of Fortune II: Double Helix     | Microsoft Windows, macOS, Xbox | Activision                          | | [ 49 ]               |
| 2003 | Star Wars Jedi Knight: Jedi Academy     | Microsoft Windows, macOS, Xbox, Nintendo Switch, PlayStation 4                                                                        | Activision                          | | [ 50 ] [ 51 ]        |
| 2004 | X-Men Legends                           | GameCube, PlayStation 2, Xbox, N-Gage                                                                                                 | Activision                          | | [ 52 ]               |
| 2005 | X-Men Legends II: Rise of Apocalypse    | GameCube, mobilní telefony, N-Gage, Microsoft Windows, PlayStation 2, PlayStation Portable, Xbox                                      | Activision                          | | [ 53 ]               |
| 2005 | Quake 4                                 | Microsoft Windows, macOS, Linux, Xbox 360                                                                                             | Activision                          | S vývojem pomáhalo studio id Software                                                                   | [ 54 ] [ 55 ]        |
| 2006 | Marvel: Ultimate Alliance               | Game Boy Advance, Microsoft Windows, PlayStation 2, PlayStation 3, PlayStation Portable, Wii, Xbox, Xbox 360, PlayStation 4, Xbox One | Activision                          | Verzi pro Game Boy Advance vyvinulo studio Barking Lizards Technologies                                 | [ 56 ]               |
| 2009 | X-Men Origins: Wolverine                | mobilní telefony, Nintendo DS, Microsoft Windows, PlayStation 2, PlayStation 3, PlayStation Portable, Wii, Xbox 360                   | Activision                          | | [ 57 ]               |
| 2009 | Wolfenstein                             | Microsoft Windows, PlayStation 3, Xbox 360                                                                                            | Activision                          | | [ 58 ]               |
| 2010 | Singularity                             | Microsoft Windows, PlayStation 3, Xbox 360                                                                                            | Activision                          | | [ 59 ]               |
| 2010 | Call of Duty: Black Ops                 | Nintendo DS, Microsoft Windows, PlayStation 3, Wii, Xbox 360, macOS                                                                   | Activision                          | Pomáhalo studiu Treyarch s vývojem                                                                      | [ 60 ]               |
| 2011 | Call of Duty: Modern Warfare 3          | Microsoft Windows, PlayStation 3, Wii, Xbox 360                                                                                       | Activision                          | Pomáhalo studiu Infinity Ward s vývojem                                                                 | [ 61 ] [ 62 ]        |
| 2012 | Call of Duty: Black Ops II              | Microsoft Windows, PlayStation 3, Wii U, Xbox 360                                                                                     | Activision                          | Pomáhalo studiu Treyarch s vývojem                                                                      | [ 63 ] [ 64 ]        |
| 2013 | Call of Duty: Ghosts                    | Microsoft Windows, PlayStation 3, PlayStation 4, Wii U, Xbox 360, Xbox One                                                            | Activision                          | Pomáhalo studiu Infinity Ward s vývojem                                                                 | [ 65 ] [ 64 ]        |
| 2014 | Call of Duty: Advanced Warfare          | Microsoft Windows, PlayStation 3, PlayStation 4, Xbox 360, Xbox One                                                                   | Activision                          | Pomáhalo studiu Sledgehammer Games s vývojem                                                            | [ 66 ] [ 64 ]        |
| 2015 | Call of Duty Online                     | Microsoft Windows | Tencent Games                       | | [ 67 ]               |
| 2015 | Call of Duty: Black Ops III             | Microsoft Windows, PlayStation 3, PlayStation 4, Xbox 360, Xbox One                                                                   | Activision                          | Pomáhalo studiu Treyarch s vývojem                                                                      | [ 68 ] [ 64 ]        |
| 2016 | Call of Duty: Infinite Warfare          | Microsoft Windows, PlayStation 4, Xbox One                                                                                            | Activision                          | Pomáhalo studiu Infinity Ward s vývojem                                                                 | [ 69 ] [ 64 ]        |
| 2016 | Call of Duty: Modern Warfare Remastered | Microsoft Windows, PlayStation 4, Xbox One                                                                                            | Activision                          | Remasterovaná verze Call of Duty 4: Modern Warfare (2007), kterou původně vyvinulo studio Infinity Ward | [ 70 ] [ 71 ]        |
| 2017 | Call of Duty: WWII                      | Microsoft Windows, PlayStation 4, Xbox One                                                                                            | Activision                          | Pomáhalo studiu Sledgehammer Games s vývojem                                                            | [ 72 ] [ 64 ]        |
| 2018 | Call of Duty: Black Ops IIII            | Microsoft Windows, PlayStation 4, Xbox One                                                                                            | Activision                          | Pomáhalo studiu Treyarch s vývojem                                                                      | [ 73 ]               |
| 2019 | Call of Duty: Modern Warfare            | Microsoft Windows, PlayStation 4, Xbox One                                                                                            | Activision                          | Pomáhalo studiu Infinity Ward s vývojem                                                                 | [ 74 ]               |
| 2020 | Call of Duty: Warzone                   | Microsoft Windows, PlayStation 4, Xbox One                                                                                            | Activision                          | Vyvinuto ve spolupráci se studiem Infinity Ward                                                         | [ 75 ] [ 76 ]        |
| 2020 | Call of Duty: Black Ops Cold War        | Microsoft Windows, PlayStation 4, PlayStation 5, Xbox One, Xbox Series X/S                                                            | Activision                          | Vyvinuto ve spolupráci se studiem Treyarch                                                              | [ 77 ]               |